# Gruixovi
Gruixovi - Грушёвый (rus) és un khútor del krai de Krasnodar, a Rússia. És a la vora del riu Psenafa, tributari del Labà (afluent del riu Kuban). És a 8 km al sud-oest de Belorétxensk i a 81 km al sud-est de Krasnodar. Pertany al possiólok de Rodnikí.